# Cousances-lès-Triconville
Cousances-lès-Triconville is een gemeente in het Franse departement Meuse in de regio Grand Est en telt 144 inwoners (2005).

## Geschiedenis
In 1973 werd de gemeente gevormd door de fusie van de toenmalige gemeenten Cousances-au-Bois en Triconville.
De gemeente maakt deel uit van het arrondissement Commercy en is sinds 22 maart 2015 onderdeel van het kanton Vaucouleurs, toen het werd overgeheveld van het aangrenzende kanton Commercy.

## Geografie
De oppervlakte van Cousances-lès-Triconville bedraagt 19,3 km², de bevolkingsdichtheid is 7,5 inwoners per km².
De gemeente ligt aan de rivier de Aire.
De onderstaande kaart toont de ligging van Cousances-lès-Triconville met de belangrijkste infrastructuur en aangrenzende gemeenten.

## Demografie
Onderstaande figuur toont het verloop van het inwonertal (bron: INSEE-tellingen).

Bovée-sur-Barboure · Boviolles · Brixey-aux-Chanoines · Broussey-en-Blois · Burey-en-Vaux · Burey-la-Côte · Chalaines · Champougny · Culey · Cousances-lès-Triconville · Dagonville · Épiez-sur-Meuse · Erneville-aux-Bois · Goussaincourt · Laneuville-au-Rupt · Loisey · Marson-sur-Barboure · Maxey-sur-Vaise · Méligny-le-Grand · Méligny-le-Petit · Ménil-la-Horgne · Montbras · Montigny-lès-Vaucouleurs · Naives-en-Blois · Nançois-le-Grand · Nançois-sur-Ornain · Neuville-lès-Vaucouleurs · Ourches-sur-Meuse · Pagny-la-Blanche-Côte · Pagny-sur-Meuse · Reffroy · Rigny-la-Salle · Rigny-Saint-Martin · Saint-Aubin-sur-Aire · Saint-Germain-sur-Meuse · Salmagne · Saulvaux · Sauvigny · Sauvoy · Sepvigny · Sorcy-Saint-Martin · Taillancourt · Troussey · Ugny-sur-Meuse · Vaucouleurs · Villeroy-sur-Méholle · Void-Vacon · Willeroncourt